# Ancylocera bruchi
Ancylocera bruchi là một loài bọ cánh cứng trong họ Cerambycidae.